# Mirpur Khas
Mirpur Khas (sindhi/urdu: میرپور خاص) – miasto w południowym Pakistanie, w prowincji Sindh, na zachodnim skraju pustyni Thar, nad kanałem Let Wah. Około 220 tys. mieszkańców.